# シカゴ大学
シカゴ大学（シカゴだいがく、University of Chicago、略称：UChicago）は、アメリカ合衆国・イリノイ州シカゴにある私立総合大学。アメリカ中西部を代表する名門校の一つで、とくに公共政策分野などで高い評価を受けており、関連するノーベル賞受賞者は100人超にのぼる。
設立当初から研究を重視し、「シカゴ学派」で名高い経済学・社会学のほか、建築学・歴史学などでも世界的な研究成果が数多く発表されている。2024年時点の合格率は5.0%と最難関グループに属する。
THE大学ランキングでは、世界総合で第13位、米国内で第14位。USニューズ誌では米国内第12位。経済学部は第1位の評価を受けている。
著名な卒業生に「シカゴ学派」の提唱者となった経済学者ミルトン・フリードマン、世界銀行総裁ポール・ウォルフウィッツ、『ワシントン・ポスト』紙発行人のキャサリン・グラハム、ノーベル文学賞を受賞したポール・セロー、天文学者のカール・セーガンなどがいる。
大学のモットーは、"Crescat scientia; vita excolatur (知識を創出し人類の生活を啓発せよ)"。

## 歴史

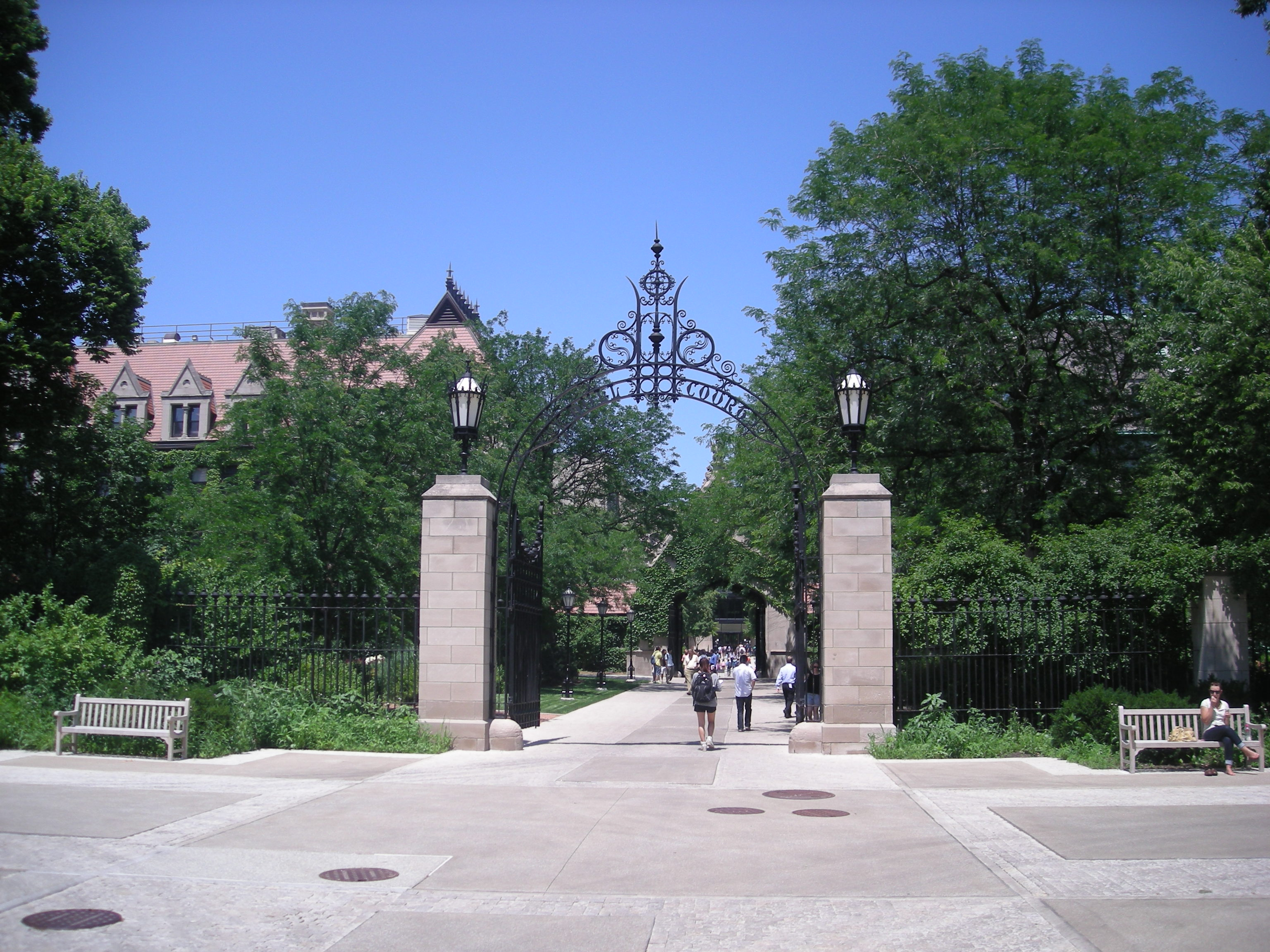
正門

アイヴィー・リーグの一校であるブラウン大学に同名の息子を送った資産家のジョン・D・ロックフェラーが「中西部にもブラウンの様な卓越した学問の場が必要」と莫大な資金提供をし1890年設立した。初代学長ウィリアム・ハーパーは1906年に、49歳で死去するまで学長をつとめ、アメリカの大学で初となるクォーター制の導入やシカゴ大学出版局の設立など、大学の基礎を築いた。
1929年、30歳の若さで第5代学長に就任した教育哲学者ロバート・M・ハッチンス（en:Robert Maynard Hutchins）は、「ハッチンス革命」と呼ばれる大学改革を断行した。彼は「大学の教育は余りにも重大であり、これを学ぶにあたっては、学生は全力を投入しなければならない」として、体育系・文化系を問わずすべての課外活動を禁止した。それまで全米10位のなかに入っていたシカゴ大フットボール部も廃止し、競技場の南側の施設の地下室を「中性子研究所」（後の「原子力研究所」）に当てた。
また、在来の学部は全廃され、3年制の少人数学部のみとし、シカゴ大学の本体はすべて大学院にした。こうしてシカゴ大学は当時世界で唯一の「大学院大学」となった。1941年に学科類似の組織として社会思想委員会（en:Committee on Social Thought）が設立されたのもハッチンス学長時代である。ハッチンスは1951年、フォード財団の副理事長になるため学長を辞任した。
マンハッタン計画においては、グレン・シーボーグ率いる化学者らが、シカゴ大学において、当時製造されて間もなかったプルトニウムの研究を行った。1942年12月2日には、エンリコ・フェルミ率いる科学者のチームが、世界初の核反応実験に成功した。
その他にも、放射性炭素年代測定法の開発、ジェット気流の発見、レム睡眠の発見、ユーリー-ミラーの実験の実施、ベトナム戦争にて用いられた枯葉剤の発明等がシカゴ大学で行われた。

## ランキング・評価
- ビジネススクール（Chicago Booth）はU.S. News & World Report誌で全米1位(2022年)、Forbesでは2019年から2021年にかけて全米1位、The Economistでは過去12年間で9回全米1位になっている。
- ロー・スクールは2021年のU.S. News & World Report誌で全米4位[17]。
- U.S. News & World Report誌の"2020 Best National Universities"でスタンフォード大学と同率の全米6位にランクされている[18]。
- 政治学全米7位、社会政策学全米3位、公共政策学全米３位、数学全米TOP5、神学全米1位、メディカル・スクールU.S. News &World Report誌全米17位[19]、

なお、マッキンゼー・アンド・カンパニー、オラクル、ベーカー&マッケンジー、ボストン・コンサルティング・グループ日本支社、ゴールドマン・サックス日本支社といった企業がシカゴ大学の卒業生によって設立されており、企業家の卵としての側面も持っている。
シカゴ大学出版局で出版されているシカゴ・マニュアル・オブ・スタイル（通称「シカゴ・マニュアル」、CMOS）は、学術論文を始め、アメリカ英語での表記規則として出版業界で広く採用されている。

## キャンパス
シカゴ大学のキャンパスは、シカゴ中心部から南に約11km、ハイドパーク地区とウッドローン地区の間に位置する。キャンパスの南部には1893年に行われたシカゴ万国博覧会の会場、ミッドウェー・プレサンスが横断しており、その北側にキャンパスの大部分が集中している。建造物の多くは19世紀後半に石灰岩でゴシック・リヴァイヴァル建築を採用して建てたもので、キャンパス中心部のデザインには、オックスフォード大学や、ケンブリッジ大学のそれを模倣したものが多くある。初夏のキャンパスには、夕べに、蛍が飛び交う。
近年、総額20億ドルにものぼる計画により、ジェラルド・ラトナー・アスレティクス・センター（プール、ジム等完備の体育館）、マックス・パレフスキー・レジデンシャル・コモンズ（学生寮）等の施設が建設された。中でもジェラルド・ラトナー・アスレティクス・センターは、アルゼンチンの著名な建築家、シーザー・ペリによってデザインされている。
また、シカゴ大学が保有するヤーキス天文台は、世界最大の屈折望遠鏡であり、銀河系が渦巻構造であることがここで初めて確認された。
シカゴ大学内の学校は以下の通り。
- The College (学部)
- Booth School of Business (通称Chicago Booth、経営大学院・ビジネススクール)
- University of Chicago Divinity School (神学)
- Graham School of Continuing Liberal and Professional Studies (生涯・プロフェショナル教育等)
- Harris School of Public Policy (公共政策)
- University of Chicago Law School (法学)
- Pritzker School of Medicine (医学)
- University of Chicago School of Social Service Administration (社会福祉学)

## 関係者

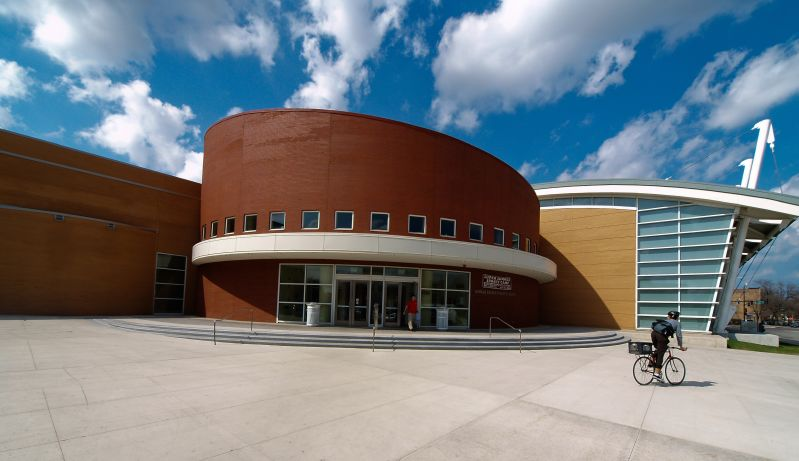
Ratner Athletic Center

かつて所属した学生、教授、研究者をすべて考慮すると、シカゴ大学は総勢100名のノーベル賞受賞者を輩出している。
- バラク・オバマ（第44代アメリカ合衆国大統領、元イリノイ州選出上院議員、シカゴ大学ロー・スクール教員。）
- ミシェル・オバマ（バラク・オバマ夫人。元シカゴ大学病院副院長、元シカゴ大学学生サービス部副部長）
- ポール・ウォルフォウィッツ（米国の政治家。元世界銀行総裁）
- ジョン・アシュクロフト（第79代米国司法長官）
- ラムゼイ・クラーク（サッダーム・フセインの弁護人）
- ジョン・グッドイナフ (ノーベル化学賞受賞者)
- ゲーリー・ベッカー（ノーベル経済学賞受賞者）
- ロバート・フォーゲル（ノーベル経済学賞受賞者）
- ミルトン・フリードマン（ノーベル経済学賞受賞者）
- ジョージ・スティグラー（ノーベル経済学賞受賞者）
- フリードリヒ・ハイエク（ノーベル経済学賞受賞者）
- ソール・ベロー（ノーベル文学賞受賞者）
- ジョン・クッツェー（ノーベル文学賞受賞者）
- ロジャー・マイヤーソン（ノーベル経済学賞受賞者）
- ダグラス・W・ダイアモンド（ノーベル経済学賞受賞者）
- T・S・エリオット（ノーベル文学賞受賞者）
- エンリコ・フェルミ（ノーベル物理学賞受賞者。マンハッタン計画に参加）
- ロバート・ミリカン（ノーベル物理学賞受賞者）
- ハロルド・ユーリー（ノーベル化学学賞受賞者）
- フレデリック・スタール - 人類学者・日本研究家として瑞宝章受章
- マレック・ベルカ - ポーランドの政治家

- 連戦 - 台湾の政治家
- ノーマン・マクリーン - 作家
- フィリップ・ロス - 作家
- シーモア・ハーシュ - ジャーナリスト
- フィリップ・グラス - 作曲家
- カート・エリング - ジャズミュージシャン
- ミーシャ・コリンズ - 俳優
- セレステ・ホルム - 女優
- アンナ・クラムスキー - 女優
- フィリップ・カウフマン - 映画監督
- マイク・ニコルズ - 映画監督
- キンバリー・ピアース - 映画監督

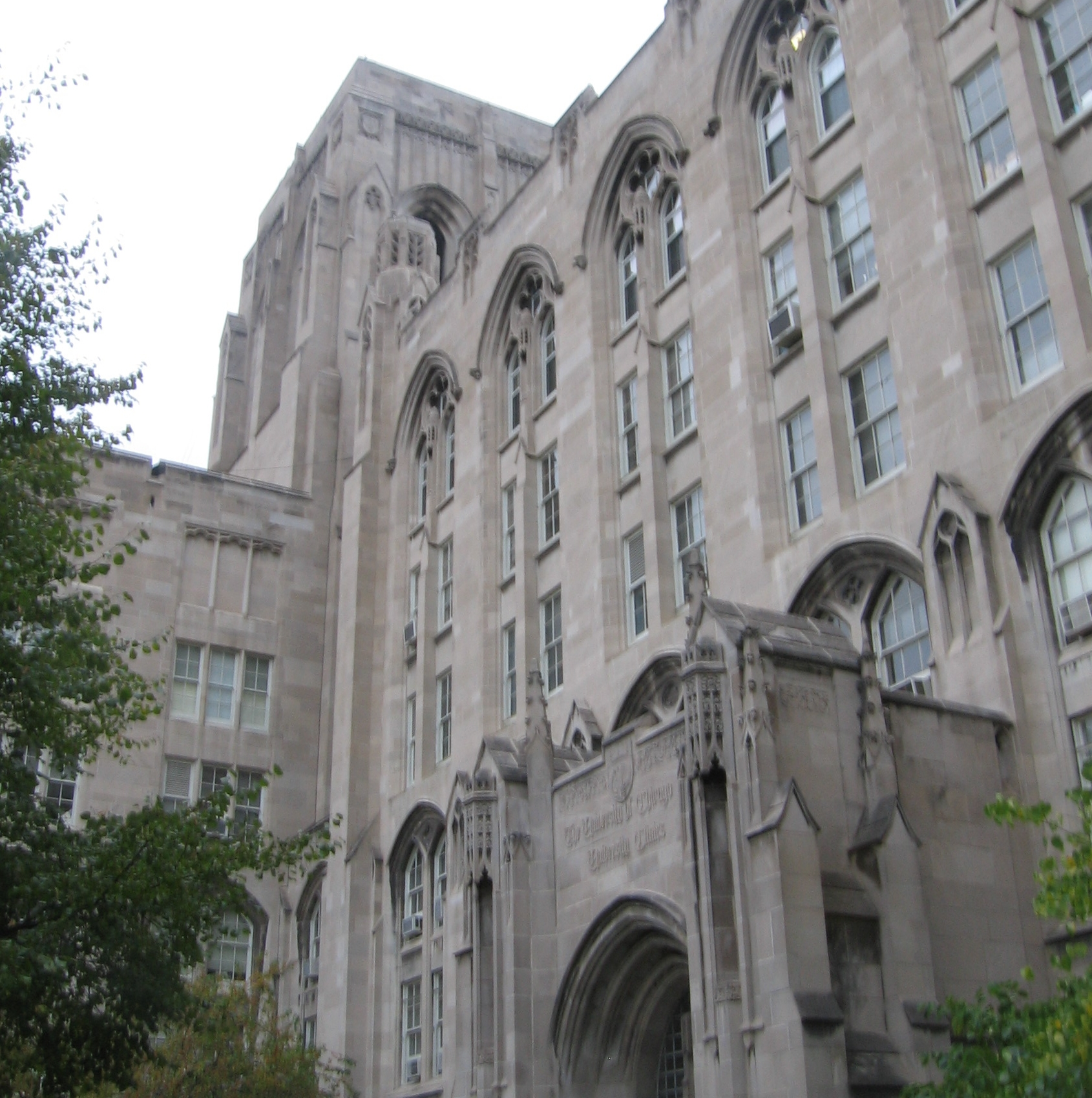
シカゴ大学プリツカー医学部(UChicago Med: Pritzker School of Medicine)

- カール・セーガン - 天文学者、作家、元コーネル大学教授
- ダウエント・ホイットルセー - 地理学者
- アイザック・アベラ - 物理学者
- ジェイムズ・アベグレン － ボストン・コンサルティング・グループ創立メンバー。ボストン・コンサルティング・グループ日本支社初代社長。
- デヴィッド・スズキ - 生物学者、CBCの科学番組キャスター
- サティア・ナデラ - マイクロソフトの最高執行者

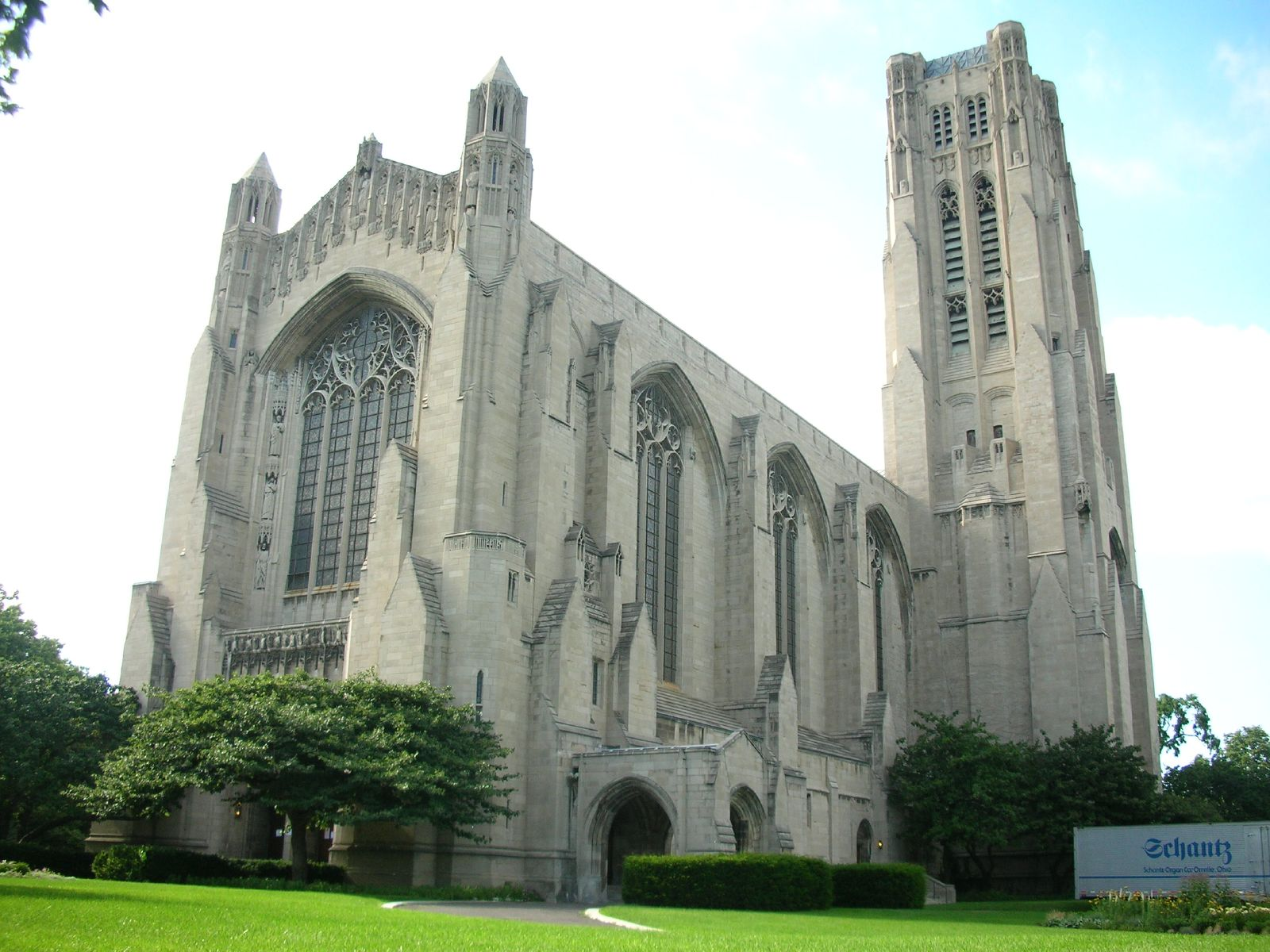
Rockefeller Chapel

### 日本人卒業生
- 西山千明(PhD Social Thought, 1960) - 経済学者、立教大学名誉教授
- 片岡鉄哉(PhD Political Science, 1967) - 政治学者、元筑波大学教授、元スタンフォード大学フーバー研究所研究員
- 内海善雄(MA Politics, 1972) - （官僚、前国際電気通信連合事務総局長）
- 井下理(MA Sociology, 1975) - 慶應義塾大学名誉教授
- 氏家純一(PhD Econ, 1975) - 野村ホールディングス 取締役会長
- 塩濱剛治(MBA, 2004) - Uber日本法人代表取締役社長
- 白川方明(MA Econ, 1977) - （第30代 日本銀行総裁）
- 大塚啓二郎(PhD Econ, 1979) - 経済学者、政策研究大学院大学教授
- 山口一男(PhD Sociology, 1981) - 　シカゴ大学社会学部
- 津谷正明(MBA, 1983) - ブリヂストン代表取締役会長兼最高執行責任者
- 酒井直樹(PhD Far Eastern Languages and Civilizations, 1983) - 歴史学者
- 佐藤郁哉(PhD Sociology, 1986) - 社会学者、フィールドワーク、一橋大学名誉教授
- 津谷典子(PhD Sociology, 1986) - 人口学者、慶應義塾大学名誉教授、元慶應義塾大学経済研究所所長
- 大枝宏之(MBA, 1987) - 日清製粉グループ本社代表取締役社長
- 隈部正博(PhD Mathematics, 1990) - 数学者
- 高野研一(MBA, 1992) - 元コーン・フェリー日本代表
- 大西基文(MBA, 1993) - 元クロックス・ジャパン合同会社代表
- 根本直子(MBA, 1994) - 早稲田大学大学院経営管理研究科教授
- 赤林英夫(PhD Econ, 1996) - 慶應義塾大学経済学部教授
- 楠雄治(MBA, 1996) - 楽天証券代表取締役社長
- 小林慶一郎(PhD Econ, 1998) - 経済学者、慶應義塾大学経済学部教授
- 滝波宏文(MPP, 1998) - 政治家
- 武部新(MPP, 2003) - 政治家
- 中村裕一(MBA,1983) - 独立行政法人福祉医療機構理事長、菱進ホールディングス取締役社長[20]
- 宮本ゆき - 倫理学者、デポール大学宗教学科教授
- 村松千左子 （PhD on Medical Physics, 2008) - 医学物理学者、滋賀大学データサイエンス学部教授

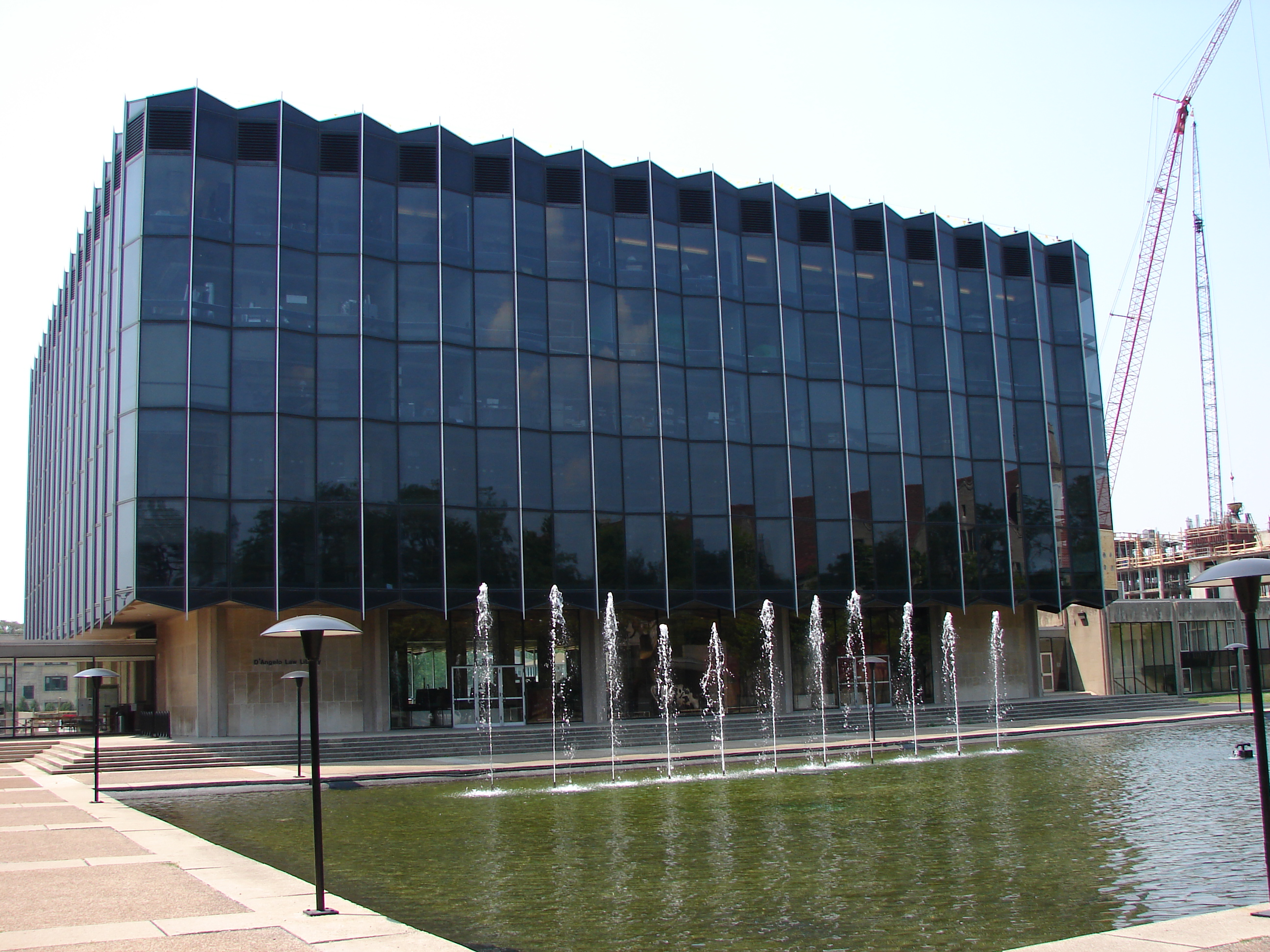
シカゴ大学ロー・スクール(UChicago Law)

### 日本人関係者
- 南部陽一郎 - （ノーベル物理学賞受賞者。シカゴ大学名誉教授）
- 藤田哲也 - 気象学者　シカゴ大学名誉教授
- 加藤和也 - 数学者　シカゴ大学数学科教授
- 中村祐輔 - 医学者、シカゴ大学医学部教授・オーダーメイド医療部門副センター長
- 小柴昌俊 - （ノーベル物理学賞受賞者）
- 早川雪洲 - 俳優
- 海野けい子 - 薬学者、元ハワード・ヒューズ医学研究所研究員
- 松本任弘 - 聖書宣教会の教授。新改訳聖書の翻訳者。
- 宇沢弘文 - 経済学者　シカゴ大学経済学部教授
- 伊藤公一朗 - 経済学者、シカゴ大学公共政策大学院ハリススクール准教授